# Kodai Yasuda
Kodai Yasuda (født 9. august 1989) er en japansk fodboldspiller.
Han har spillet for flere forskellige klubber i sin karriere, herunder Gamba Osaka, Giravanz Kitakyushu, Tokyo Verdy, Gainare Tottori og Ehime FC.